# Тульский камерный драматический театр

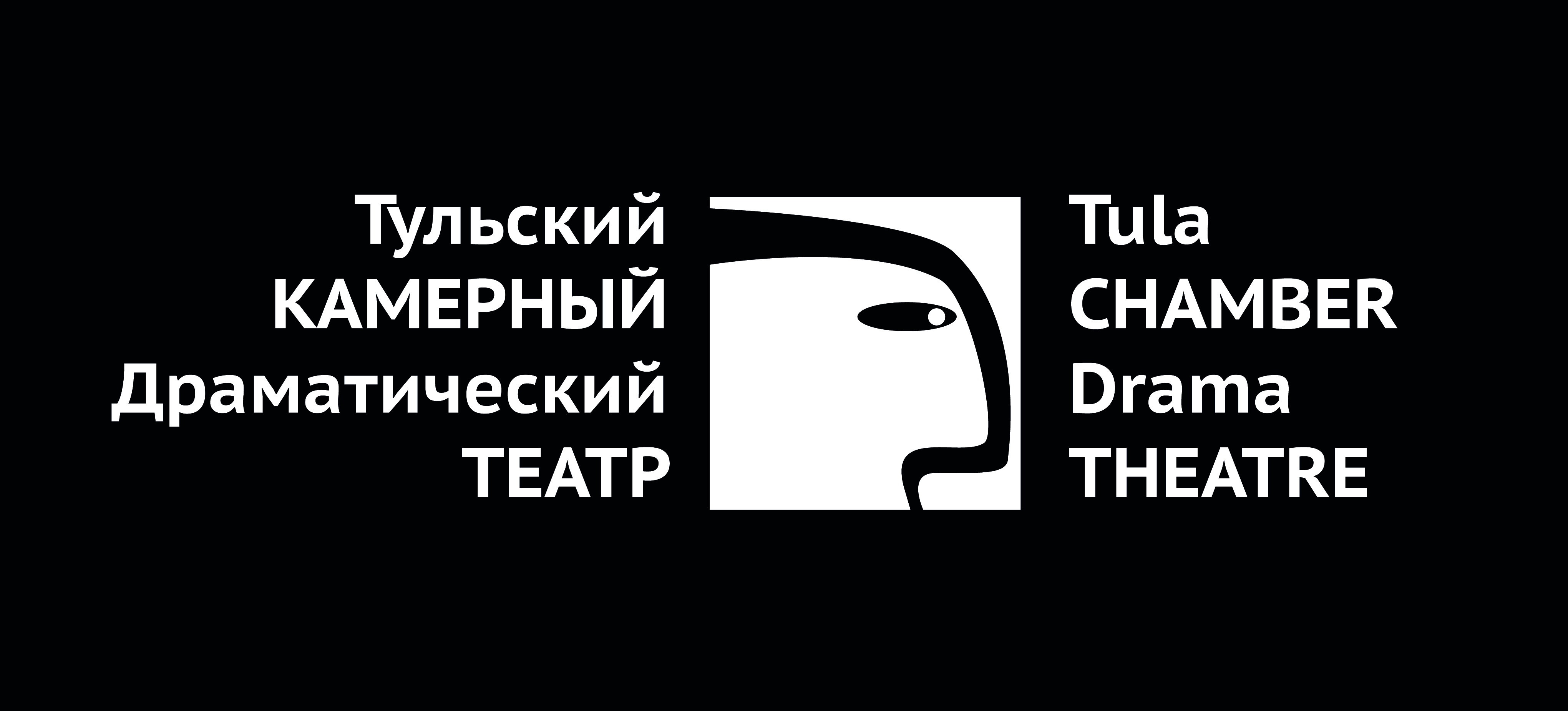
Камерный драматический театр г. Тула

Тульский камерный драматический театр (сокращенно КДТ) — театр в городе Тула. 

## История
Театр создан в марте 2005 года режиссёром и актёром Алексеем Басовым, актрисой Еленой Басовой и художником Татьяной Матус. Несмотря на то, что официальное открытие состоялось только в 2005 году, театр ведет свою историю с 1999 года. 10 декабря 1999 года состоялась премьера спектакля «Стеклянный зверинец» на сцене Тульского театра кукол. Именно с этой даты создатели театра отсчитывают его существование.
До 2005 года у КДТ не было своего помещения, из-за чего приходилось перебираться с места на место. С 2000 по 2003 год театр разместился в ДК «Машзавод». До 2004 года, театр базировался в подвале на улице Луначарского. В тот период актёры выступали только на выездных площадках. С 2004 по 2005 год КДТ располагался в помещении Дома офицеров.
В 2005 году театр был зарегистрирован как ЧУК (Частное учреждение культуры) Камерный Драматический театр. С этого момента и по настоящее время арендует помещение по адресу — Тула, ул. Дзержинского, 8.
Бессменным художественным руководителем театра является — Басов Алексей Александрович.

## Спектакли
- «Счастливые дни», С. Бэккет. Премьера: 12 ноября 2020 года.
- «Маленькие трагедии», А. С. Пушкин. В спектакль вошли: «Пир во время чумы», «Моцарт и Сальери», «Каменный гость». Премьера: 4 мая 2019 года.
- «Москва — Петушки», В. Ерофеев, режиссёр — Алексей Басов. Премьера: 28 апреля 2018 года.
- «Белые ночи», Ф. Достоевский. Премьера: 30 сентября 2017 года.
- «Пиковая дама», А. С. Пушкин. Премьера: 10 июля 2016 года.
- «АХ…OFF», А. Н. Островский.
- «Любка», Д. Рубина. Премьера: 28 марта 2015 года.
- «Фрёкен Жюли», А. Стриндберг. Драма в 1 действии. Премьера: 30 мая 2013 года.
- «Пять вечеров», А. Володин. Премьера: 26 октября 2012 года.
- «Отель двух миров», Э.-Э. Шмитт. Мистическая драма. Премьера: 26 мая 2011 года.
- «Месье Амилькар платит!!!», Ив Жамиак. Трагикомедия. Премьера: 3 апреля 2008 года.
- «Женитьба Бальзаминова» А. Н. Островский.
- «Про Емелю или по щучьему веленью».
- «Двое на качелях» У. Гибсон.
- «Стеклянный зверинец», Т. Уильямс. Премьера: 10 декабря 1999 года. Повторная премьера к двадцатилетию театра 2019 года.

## Участие в фестивалях
- 2019 год, Москва: IX Московский театральный фестиваль «Московская обочина». Лучшая мужская роль — Алексей Басов, за роль Венички в спектакле «Москва — Петушки».
- 2018 год, Сергиев Посад: V международный театральный фестиваль «У Троицы». Диплом участника.
- 2016 год, Москва: Международный театральный фестиваль «ПостЕфремовское пространство».
- 2013 год, Кишинёв (Молдова): Международный театральный фестиваль камерных театров «Молдовафест. Рампа. Ру.». Лауреат фестиваля за спектакль «Фрёкен Жюли» Режиссёр — Алексей Басов.
- 2010 год, Санкт-Петербург: Межрегиональный фестиваль негосударственных театров и театральных проектов «Рождественский парад»